# Gaby Stenberg
Gabriella Stenberg (9 de enero de 1923 - 20 de septiembre de 2011) fue una actriz teatral y cinematográfica de nacionalidad sueca, que a lo largo de su carrera actuó en alrededor de unas cuarenta películas, así como en gran número de producciones representadas en el Stadsteater de Malmö. En sus últimos años se hizo conocida por sus papeles de Elinor y Beatrice Dahlén en la serie televisiva Rederiet.

## Biografía
Su nombre completo era Ida Gabriella Stenberg, y nació en Tokio, Japón, donde su padre, Sven Stenberg, un empresario sueco, trabajaba para la compañía Gadelius K.K. La familia hubo de volver a Suecia en el mismo año del nacimiento de Gabriella, a causa del Gran terremoto de Kantō. Ya en su país, estudió piano en la escuela de música de Richard Andersson, y tomó clases de canto de Adelaide von Skilondz. 
Su debut en el cine llegó en 1936 con la cinta Bombi Bitt och jag, consiguiendo en 1938 un papel de mayor entidad en Sigge Nilsson och jag. Hizo cerca de cuarenta producciones, actuando junto a intérpretes como Nils Poppe y Åke Söderblom. Entre sus últimas actuaciones cinematográficas y televisivas figuran las producciones Goda grannar (1987), Sunes jul (1991) y Rederiet, serie en la cual trabajó en 1992 y entre 1994 y 2002.
Recibió formación teatral en la escuela de Willy Koblanck entre 1939 y 1942. Se inició en los escenarios junto a Gustav Wally en la opereta Blåjackor en el Teatro Oscar en 1942. En 1944 trabajó en la inauguración del Stadsteater de Malmö encarnando a Titania en El sueño de una noche de verano, y en 1954 actuó en La viuda alegre, bajo la dirección de Ingmar Bergman. Siguió actuando en el Malmö stadsteater, así como en otros locales de Estocolmo y Copenhague hasta 1962, cuando se retiró del teatro para dedicarse a la familia. Regresó a los escenarios en 1985, actuando junto a Jan Malmsjö en el musical La jaula de las locas, representado en el Malmö stadsteater. 
También hizo carrera como cantante, grabando varios discos. A finales de los años 1950 tuvo una serie televisiva propia, Gaby Stenberg och en flygel, en la cual actuaba acompañándose de un piano.
Además de su trabajo artístico, inició en 1962 una formación de grado en fonética, trabajando como logopeda en Malmö y como profesora en la Academia Vadstena entre 1983 y 1992.
Gabriella Stenberg estuvo casada con Fredrik Koch (1907–1983), un médico hijo del profesor John Koch, desde 1962 hasta la muerte de él en 1983. La actriz falleció en Estocolmo en el año 2011. Fue enterrada en el Cementerio Norra kyrkogården de Lund.

## Filmografía
- 1936 : Bombi Bitt och jag
- 1938 : Sigge Nilsson och jag
- 1939 : Melodin från Gamla Stan
- 1940 : Vi Masthuggspojkar
- 1940 : Lillebror och jag
- 1940 : Kyss henne!
- 1940 : Kronans käcka gossar
- 1941 : Tåget går klockan 9
- 1941 : Stackars Ferdinand
- 1941 : Göranssons pojke
- 1941 : Dunungen
- 1942 : Löjtnantshjärtan
- 1942 : Jacobs stege
- 1943 : Prästen som slog knockout
- 1943 : Aktören
- 1943 : En vår i vapen
- 1944 : Gröna hissen
- 1945 : Gomorron Bill!
- 1947 : Tappa inte sugen
- 1947 : Supé för två
- 1947 : Ingen väg tillbaka
- 1949 : Törst
- 1950 : Svensk vardag
- 1952 : Snurren direkt
- 1954 : Skattefria Andersson
- 1954 : Ung man söker sällskap
- 1957 : Mamma tar semester
- 1957 : Nattens ljus
- 1958 : Kostervalsen
- 1958 : Fröken April
- 1959 : Sängkammartjuven
- 1961 : 101 dálmatas
- 1987 : Goda grannar (TV)
- 1989 : Hajen som visste för mycket
- 1990 : Hebriana
- 1991 : Sunes jul
- 1992 : Rederiet (TV)
- 1993 : Sunes sommar
- 1994 : Rederiet (TV)
- 2003 : Belinder auktioner (TV)

## Teatro
- 1942 : Blåjackor, de Lajos Lajtai, André Barde y Lauri Wylie, dirección de Leif Amble-Naess, Teatro Oscar[6]
- 1944 : El sueño de una noche de verano, de William Shakespeare, dirección de Sandro Malmquist, Malmö stadsteater
- 1944 : Vår unge, de Jean de Létraz, dirección de Anders Frithiof, Malmö stadsteater
- 1944 : Jorden runt på 80 dagar, de Alf Henrikson, Malmö stadsteater
- 1945 : Markens gud, de Paul Green, dirección de Knut Hergel, Malmö stadsteater
- 1945 : Vi äro ga-skåningar alla/Lisístrata, de Aristófanes y Karl Gerhard, dirección de Sandro Malmquist, Malmö stadsteater
- 1945 : Pigmalión, de George Bernard Shaw, dirección de Knut Hergel, Malmö stadsteater
- 1945 : Hjärtan och njurar, de John Patrick, dirección de Gösta Terserus, Malmö stadsteater
- 1946 : Lyckan kommer, de Alf Henrikson, dirección de Sam Besekow, Malmö stadsteater
- 1946 : Slutna dörrar, de Jean-Paul Sartre, dirección de John Price, Malmö stadsteater
- 1946 : Bodas de sangre, de Federico Garcia Lorca, dirección de Sam Besekow, Malmö stadsteater
- 1946 : Rakel och biografvaktmästaren, de Ingmar Bergman, dirección de Ingmar Bergman, Malmö stadsteater[7]
- 1946 : La fierecilla domada, de William Shakespeare, dirección de Sandro Malmquist, Malmö stadsteater
- 1946 : Dagmar Revyen, dirección de Jon Iversen, Dagmar Teatret de Copenhague[8]
- 1947 : Krigsmans erinran, de Herbert Grevenius, dirección de Arne Lydén, Malmö stadsteater
- 1947 : Cirkus Sanger, de Margaret Kennedy y Basil Dean, dirección de Sandro Malmquist, Malmö stadsteater
- 1947 : På tre man hand, de Jens Locher, dirección de Oscar Winge, Malmö stadsteater
- 1947 : Solfjädern, de Oscar Wilde, dirección de Martha Lundholm, Vasateatern[9]
- 1948 : Kärlekens komedi, de Henrik Ibsen, dirección de Martha Lundholm, Vasateatern[10]
- 1948 : Flickan från Lothringen, de Maxwell Anderson, Riksteatern
- 1949 : Söder ställer ut, de Kar de Mumma, Nils Perne y Sven Paddock, dirección de Sven Paddock y Egon Larsson, Södra Teatern[11]
- 1950 : Farväl till 40-talet, de Kar de Mumma, dirección de Sven Paddock, Södra Teatern[12]
- 1950 : Fiffer-Revyen, dirección de Kai Wilton y Niels Bjørn Larsen, Dagmar Teatret de Copenhague[13]
- 1951 : Lige i Centrum, Dagmar Teatret de Copenhague[14]
- 1951 : Kiss me Kate, de Cole Porter, Samuel y Bella Spewack, dirección de Edvin Tiemroth, Nørrebro Teater de Copenhague[15]
- 1952 : For åbent tæppe, dirección de Mogens Brandt, Nørrebros Teater[16]
- 1954 : La viuda alegre, de Franz Lehár, Leo Stein y Viktor Léon, dirección de Ingmar Bergman, Malmö stadsteater[17]
- 1954 : Spöksonaten, de August Strindberg, dirección de Ingmar Bergman, Malmö stadsteater[18]
- 1954 : Dårskapens timme, de Anna Bonacci, dirección de Yngve Nordwall, Malmö stadsteater
- 1955 : The Teahouse of the August Moon, de John Patrick, dirección de Ingmar Bergman, Malmö stadsteater[19][20]
- 1957 : No, No, Nanette, de Vincent Youmans, Otto Harbach, Frank Mandel y Irving Caesar, dirección de Egon Larsson, Teatro Oscar[21]
- 1958 : La bella Helena, de Jacques Offenbach, dirección de Kai Wilton, Teatro Real de Copenhague[22]
- 1985 : La jaula de las locas, de Harvey Fierstein y Jerry Herman, Malmö stadsteater
- 1990 : Las amistades peligrosas, de Christopher Hampton, dirección de Brigitte Ornstein, Dramaten
- 1990 : Kalas i Lönneberga, de Astrid Lindgren, dirección de Jan-Olof Strandberg, Dramaten